# Окулярник капський

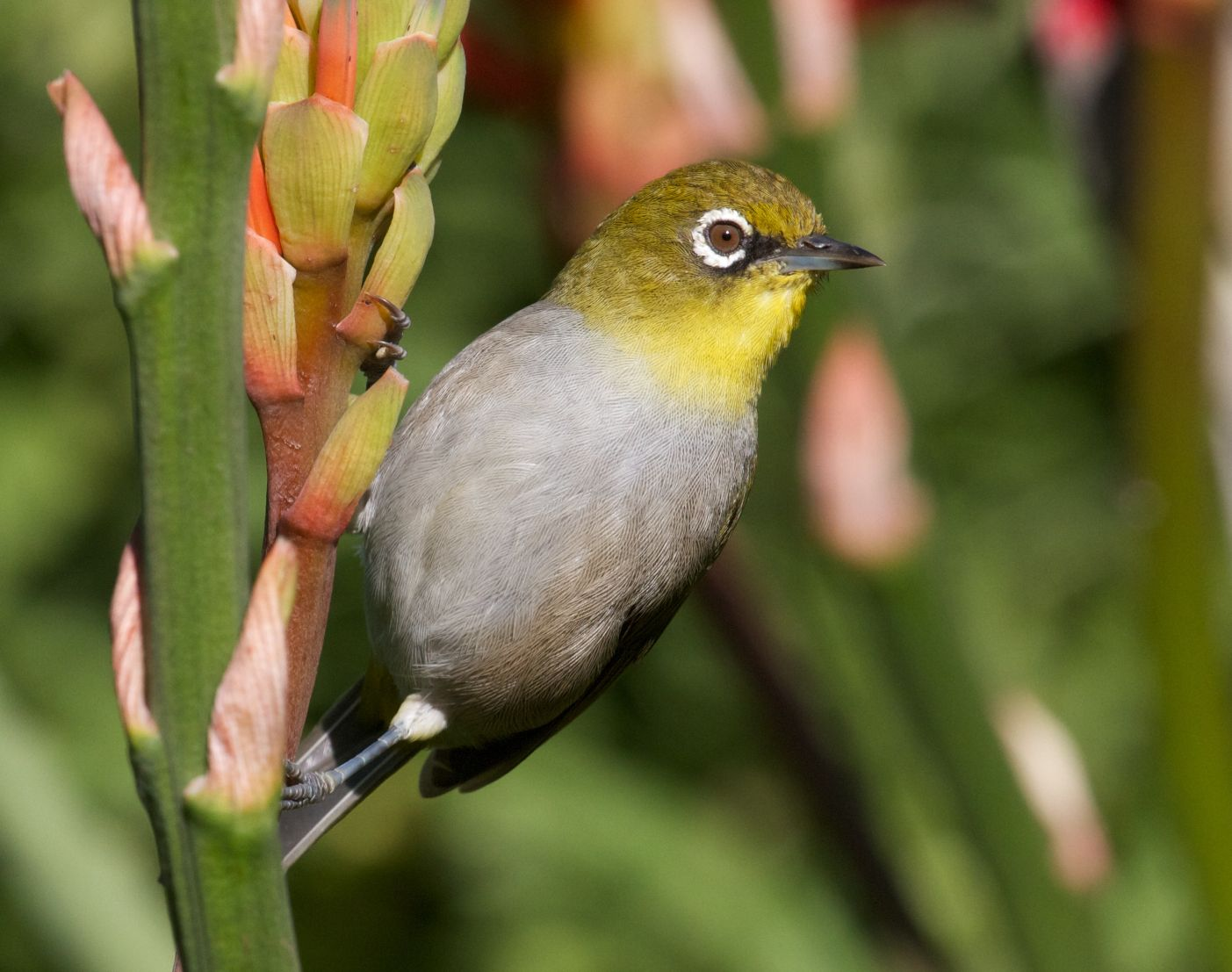
Капський окулярник (підвид Z. v. capensis, Кейптаун)

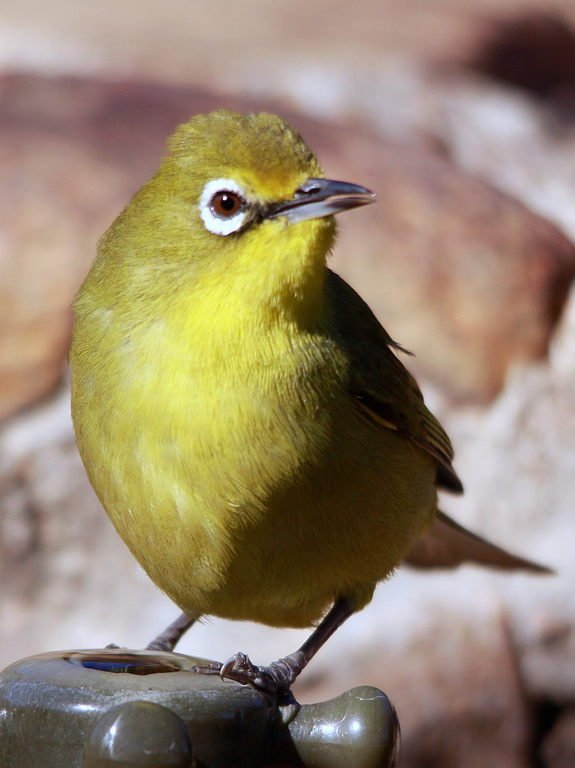
Капський окулярник (підвид Z. v. virens, заповідник Суїкербосранд)

Окулярник капський (Zosterops virens) — вид горобцеподібних птахів родини окулярникових (Zosteropidae). Мешкає в Південній Африці.

## Опис
Довжина птаха становить 12 см. Верхня частина тіла зелена, горло і гузка жовті. У представників підвиду Z. v. capensis груди і живіт сірі, у представників підвиду Z. v. virens — жовті. Навколо очей характерні білі кільця.

## Підвиди
Виділяють два підвиди:
- Z. v. capensis Sundevall, 1850 — від південно-східної Ботсвани і півночі ПАР до південного заходу ПАР;
- Z. v. virens Sundevall, 1850 — південний Мозамбік, Есватіні і схід ПАР.

Бліді окулярники (Zosterops pallidus) раніше вважалися конспецифічними з капськими окулярниками>.

## Поширення і екологія
Капські окулярники поширені в ПАР (крім північного заходу і крайнього північного сходу), на півдні Ботсвани, на крайньому півдні Мозамбіку, в Есватіні та Лесото.

## Поведінка
Капські окулярники утворюють великі зграї. Харчуються переважно комахами, а також нектаром, плодами, квітками і насінням. Сезон розмноження триває з вересня по грудень. Гніздяться на деревах, гнізда мають чашоподібну форму. В кладці 2-3 блакитнуватих яйця, інкубаційний період триває 11-12 днів, пташенята покриваються пір'ям на 12 день.